# NGC 4540
NGC 4540 ist eine Balken-Spiralgalaxie mit aktivem Galaxienkern vom Hubble-Typ SBc im Sternbild Coma Berenices am Nordsternhimmel. Sie ist schätzungsweise 56 Millionen Lichtjahre von der Milchstraße entfernt und hat einen Durchmesser von etwa 35.000 Lichtjahren. Unter der Katalognummer VCC 1588 ist sie als Mitglied des Virgo-Galaxienhaufens gelistet. 

Gemeinsam mit IC 3528 bildet sie das Galaxienpaar Holm 421. Im selben Himmelsareal befinden sich u. a. die Galaxien NGC 4523, IC 800, IC 3519.
Das Objekt wurde am 21. März 1784 von dem Astronomen William Herschel mit Hilfe seines 18,7 Zoll-Spiegelteleskops entdeckt.